# Original Kart
Original Kart, comumente abreviado para OK, é uma classe do kart para pilotos de topo com 15 ou mais anos de idade.
A classe foi originalmente chamada de Intercontinental A (ICA), introduzida pela primeira vez em 1981, mudou seu nome para KF2 em janeiro de 2007, quando a CIK-FIA decidiu substituir os motores de 100cc a dois tempos refrigerados a água por motores a dois tempos com 125 cc Touch-and-Go (TaG) refrigerados a água. Os chassis e os motores devem ser aprovados pela CIK-FIA. O peso mínimo é de 160 kg, contando com o piloto. A classe KF2 foi renomeada para KF após o fim da KF1 em 2013, e foi substituída pelos regulamentos Original Kart (OK) em 2016.
Os Karts são equipados com auxílio electrónico de partida e de pião. O motor está limitado às 15.000 rpm.
Esta é uma das classes mais elevadas do kart e existe em campeonatos nacionais e continentais, com os mais prestigiados campeonatos a serem o Campeonato Europeu e a Taça do Mundo.